# 나주 운흥사 석불좌상
운흥사 석불좌상은 전라남도 나주시 다도면 암정리 971-3번지, 운흥사에 있는 고려시대의 불상이다. 2011년 7월 26일 나주시의 향토문화유산 제29호로 지정되었다.

## 지정 사유
이 불상은 그 외모에서 나타난 기본형식은 영암도갑사석불(보물 제 89호)과 연계되고 있으나 양각의 깊이, 얼굴과 어깨로 이어진 접속부분의 불균형, 의문의 간략화 및 좌우측 손목과 손가락의 어색함 등 불상의 기본적인 조형성이 떨어지고 있다. 한가지 특이한 것은 두광에 나타난 화사한 인동당초문과 화염문의 활기 넘치는 기법에 비해 움츠린 듯한 어깨선의 둔화, 법의의 형식화된 옷주름과 수인에서 드러난 어색한 기법 등은 이 불상의 연대를 내려오게 하는 요소라 하겠다. 조성연대는 고려말 14세기 후반으로 추정된다. 이 석불은 1960년대 후반, 나주 동강면의  밭에서 발견된 것인데 2001년 3월 20일,  운흥사에 기증되어 현재 운흥사 팔상전에 봉안되어 있다. 인체에 대한 실재감의 결함이나 얼굴에 나타난 개성이 뚜렷하지 않은 점 등 아쉬운 점이 있긴 하지만 나름대로의 화염문과 인동당초문 등 원형 두광을 갖춘 점 등을 고려해 볼 때 보전가치가 있다.